# Theodor Dürrigl
Theodor Dürrigl, hrvaški zdravnik, pedagog in akademik, * 10. oktober 1926, Zagreb, † 20. julij 2022.
Dürrigl je bil predavatelj na Medicinski fakulteti v Zagrebu in član Hrvaške akademije znanosti in umetnosti, bivše Jugoslovanske akademije znanosti in umetnosti in Akademije za medicinske znanosti Hrvaške.